# Sindangmulya (Kutawaluya)
Sindangmulya is een bestuurslaag in het regentschap Karawang van de provincie West-Java, Indonesië. Sindangmulya telt 3440 inwoners (volkstelling 2010).